# فوق الحد (2010)

## فوق الحد (2010) Over the limit
عبارة عن حدث دفع المال مقابل عرض مصارعة حرة محترفة
كان Over the Limit عبارة عن حدث (دفع مال) مقابل عرض مصارعة محترفة (PPV) أنتجته شركة World Wrestling Entertainment (WWE) لقسم علامتها التجارية Raw وSmackDown. أقيم في 23 مايو 2010 في جو لويس أرينا في ديترويت بولاية ميشيغان. كان هذا هو الحدث الأول الذي يتم الترويج له تحت اسم Over the Limit. أقيمت تسع مباريات في هذا الحدث، تم بث ثمانية منها مباشرة على نظام الدفع مقابل المشاهدة. في الحدث الرئيسي من العلامة التجارية Raw ، واجه «جون سينا» «باتيستا» في بطولة WWE ، بينما كان «بيغ شو» مقابل بطل العالم للوزن الثقيل «جاك سواغر» وهو الحدث الرئيسي من علامة SmackDown التجارية. تضمنت المباريات على البطاقة أيضا «راندي أورتن» ضد «إيدج»، و CM Punk في مواجهة Rey Mysterio ، وDrew McIntyre للدفاع عن بطولة WWE Intercontinental ضد «كوفي كنغستون». البطولات الأخرى التي تم الدفاع عنها في هذا الحدث كانت بطولة WWE Divas وبطولة WWE Tag Team Championship.
اجتذب الحدث 197000 عملية شراء بنظام الدفع مقابل المشاهدة، وحضره 11000 شخص على الهواء مباشرة. كانت مراجعات الحدث سلبية بشكل عام، حيث إنتقد المراجعون نهايات المباريات، والنتائج المتوقعة. أصيب خمسة مصارعين بإصابات مشروعة خلال العرض.

## الوقائع
تضمنت لعبة Over the Limit مصارعين مختلفين من الخلافات والمؤامرات وقصص القصة التي تم عرضها في برامج دبليو دبليو إي التلفزيونية. تصور المصارعون شريراً أو بطلاً وهم يتابعون سلسلة من الأحداث التي أدت إلى التوتر، وبلغت ذروتها في مباراة مصارعة أو في سلسلة من المباريات.
كان الخلاف الرئيسي من العلامة التجارية Raw المتوجهة إلى Over the Limit بين «جون سينا» و «باتيستا» على بطولة WWE ، واستمرت لعدة أشهر. احتفظ «جون سينا» ببطولة WWE ضد «باتيستا» في   the Extreme Rules  «الدفع لكل مشاهدة» في مباراة Last Man Standing ، عن طريق تسجيل ضربة كاحلي ل «باتيستا» على الحلقة لضمان عدم قدرته على الوقوف عند العد العشرة. في الليلة التالية في RAW ، هزم «باتيستا» -  «راندي أورتن» و«شيموس» ليصبح المنافس الأول على البطولة ويكسب مباراة العودة ضد «سينا». في حلقة 3 مايو من Raw ، تنافسوا في (تحدي على مدار الساعة) لتحديد شرط المباراة. هزم «باتيستا» - «دانيال برايان» في 5:06 دقائق، لكن «سينا» هزم «واد باريت» في 4:32 دقيقة للفوز بالتحدي والحق في تسمية الشروط. في الأسبوع التالي، أعلن «سينا» أن المباراة ستكون مباراة «أنا تركت».
كان الخلاف السائد من علامة SmackDown بين «جاك سواغر» و «بيغ شو»، على بطولة (Swagger's World Heavyweight Championship).
كجزء من مسودة WWE لعام 2010 ، تمت صياغة تحدي «بيغ شو» إلى SmackDown ، حيث تم إختياره المنافس الأول عند ظهوره لأول مرة في 30 أبريل. خلال الأسابيع العديدة التالية، قام «بيغ شو» باختناق «سواغر» من خلال طاولة الإعلان، وقاطع عرضاً ترويجياً في حلقة 14 مايو من مواجهة عنيفة، حيث كان «سواغر» يتباهى بإنجازاته. كجزء من هذا، دمر «بيغ شو» جوائز «سواغر» وتذكاراتها. في الأسبوع التالي، سخر «بيغ شو» من «سواغر» في العروض الترويجية طوال العرض وصرف انتباه «سواغر» خلال مباراة Swagger مع Kofi Kingston ، مما سمح لكينغستون بالفوز. كجزء من بطولة WWE لعام 2010 في 26 أبريل، تمت إعتماد «إيدج» للعلامة التجارية Raw. في وقت لاحق من تلك الليلة، تدخل «إدج» في مباراة لتحديد المنافس الأول لبطولة WWE ، حيث قام برمي «راندي أورتن» ومنع «أورتن» النيل من مباراة بطولة WWE. في الأسبوع التالي، استضاف «إيدج» نسخة من برنامجه الحواري The Cutting Edge حيث كان «أورتن» ضيفه الخاص. خلال العرض، برر «إدج» أفعاله بالقول إنه كان يحاول إحداث تأثير، وحاول إقناع «أورتن» بإصلاح فريق العلامات السابق تقييمه RKO.  بدلا من ذلك هاجم «أورتن - إيدج».  في الأسبوع التالي، هزم «أورتن - إيدج وتيد ديبياسي» في مباراة إعاقة تقدم، مما أدى إلى مباريات «اختر السموم» في حلقة 17 مايو، حيث اختار «إيدج وأورتن» خصوم بعضهما البعض في الليلة. واجه «إيدج - متعهّد دفن الموتى»، وخسر عمداً بالعد التنازلي، بينما واجه «أورتن - جاك سواغر»، وخسر بسبب عدم أهليته عندما تدخل «إيدج».
استمر التنافس بين Rey Mysterio و CM Punk من عدة عروض سابقة (للدفع مقابل المشاهدة).  بعد أشهر من العداء، تحدى Mysterio Punk في لعبة Straight Edge Society Pledge مقابل مباراة (قص الشعر) في Over the Limit.  لو فاز Punk ، لكان Mysterio قد انضم إلى Straight Edge Society ، فصيل Punk الذي روج لنمط الحياة المستقيمة. ومع ذلك، لو فاز «ميستيريو»، وافق «بانك» على حلق شعر رأسه. في 14 مايو، واجه «ميستيريو - وبانك» بعضهما البعض في مباراة فردية، لكن جمعية «ستريت إيدج» (لوك جالوز وسيرينا ورجل ملثم غامض) تدخلوا وهاجموا «ميستيريو». في الأسبوع التالي، قاطع «ميستيريو» حفل بدء، حيث كان Punk يحلق رؤوس ثلاثة رجال لإدخالهم في جمعية Straight Edge ، وسخر من Punk ، مدعيا أن الجميع سوف يضحكون على Punk عندما حلق كامل رأسه (أصلع) في Over the Limit.  في وقت لاحق من تلك الليلة، تعاون «ميستيريو» مع Montel Vontavious Porter لهزيمة Punk و Gallows في مباراة فرق. وطبعا كان عداء آخر حول بطولة WWE Intercontinental بين حامل اللقب «درو ماكنتاير - وكوفي كينغستون». قام المدير العام لـ SmackDown ، «ثيودور لونج»، بتجريد «ماكنتاير» من البطولة وطرده لمهاجمته بشكل متكرر «مات هاردي».  أقاموا بطولة طويلة لتحديد البطل الجديد، والتي تأهل فيها «كريستيان - وكينغستون» للنهائي بفوزهما على «كودي رودس - ودولف زيجلر».
في الأسبوع التالي، في حلقة 14 مايو من مواجهة عنيفة، هزم «كينغستون – كريستيان» ليفوز بالبطولة.  بعد المباراة مباشرة، قدم «ماكنتاير» رسالة إلى «لونج» رئيس WWE فينس ماكماهون، والتي ذكرت أن «ماكنتاير» قد أعيد إلى القائمة ولا يزال معترفاً به باعتباره بطل إنتركونتيننتال. نتيجة لذلك، أعلن موقع WWE الرسمي أن «ماكنتاير» سيدافع عن البطولة ضد «كينجستون» الفائز بالبطولة.
بدأ فريق «كريس جيريكو - وذا ميز» الخلاف مع سلالة هارت (تايسون كيد وديفيد هارت سميث) على بطولة WWE Tag Team الموحدة.  بدأ عداء «ميز» مع سلالة «هارت» بينما كان «ذا ميز» نصف أبطال فريق العلامات الموحدة مع عرض كبير.  خلال حلقة المسودة من Raw ، هزم The Hart Dynasty - ShoMiz للفوز بالبطولة، مما أدى إلى التحول «بيغ شو» على «ذا ميز».
في الأسبوع التالي، تعاون The Miz and Jericho ، وهو شريك سابق آخر في فريق Big Show ، لمهاجمة The Hart Dynasty. ذهب «أريحا» لهزيمة «سميث» لكسب مباراة بطولة لنفسه و The Miz في Over the Limit.
بعد WrestleMania XXVI ، ظهر «تيد ديبياسي» لأول مرة كوسيلة جديدة للتحايل على مليونير متعجرف، على غرار حيلة والده القديمة (تيد ديبياسي، الأب). في حلقة 5 أبريل من Raw ، حصل DiBiase على بطولة المليون دولار والوصول إلى صندوق ائتماني من قبل والده. ثم بدأ «ديبياسي» في البحث عن «فيرجيل»، وهو خادم (مثل والده). عرض المنصب على R-Truth ، الذي رفض، مما أدى إلى نزاع بين الاثنين. بعد خسارة مباراة أمام «جون موريسون»، هاجمه «ديبياسي»، مما دفع «آر تروث» للتدخل وإنقاذ «موريسون». رداً على ذلك، دفع «ديبياسي» عائلة «كولون» لمهاجمة «آر تروث» في الأسبوع التالي.
في المباراة النسائية الوحيدة المقررة على البطاقة، دافعت «إيف» عن بطولة WWE Divas ضد البطل السابق «ماريز».  فازت Eve بالبطولة في حلقة 12 أبريل من Raw ، وفي الأسابيع التالية تعرضت للهجوم من قبل Maryse ، التي كانت تحاول الانتقام منها.

## الاحدث
قبل الدفع لكل عرض، هزم «مونتيل فانتافيوس بورتر - شافو غيريرو» في مباراة ضخمة قاسية.

### المباريات التمهيدية
المباراة الأولى التي تم بثها كجزء من الدفع لكل عرض كانت «درو ماكنتاير» يدافع عن بطولة إنتركونتيننتال ضد «كوفي كينغستون».؛ استفاد «كينغستون» في وقت مبكر من خلال إجراء قفز انتحاري إلى خارج الحلبة على «ماكنتاير».  ألقى «ماكنتاير - كينغستون» في الحلقة، وذهب إلى  الهجوم عليه. كان «كينغستون» قادراً على مواجهة «صدمة المستقبل» لماكنتاير DDT ، فأدى حركته النهائية، S.O.S ، لتثبيت ماكنتاير في الفوز والبطولة. بعد المباراة، طلب «ماكنتاير» أن يخرج «تيدي لونج» إلى الحلبة ويعكس القرار، ولكن بدلاً من ذلك تعرض «ماكنتاير» لهجوم من قِبل «مات هاردي»، الذي هاجمه «ماكنتاير» عدة مرات في الأسابيع السابقة. المباراة التالية كانت مباراة فردية بين «تيد ديبياسي» الذي كان برفقة «فيرجيل»، و «آر تروث». في المراحل الأولى من المباراة، تسبب «فيرجيل» في تشتيت الانتباه، مما سمح لـ DiBiase بالاستفادة من خلال أداء كسر رقبة عكسي ورمي R-Truth في الحاجز في الصف الأول في الحلبة. كان R-Truth قادراً على مواجهة التحرك من الحبل العلوي، واستمر في الفوز بالمباراة من خلال استخدام حركة «كشف الكذب» الخاصة به (تحطيم الساعد اللولبي).
كانت المباراة الثالثة على البطاقة هي تعهد Straight Edge Society مقابل مباراة (قص الشعر)، بين CM Punk و Rey Mysterio. في هذه المباراة، تم منع أعضاء Straight Edge Society الآخرين (Serena و Luke Gallows) من الصف الأول في الحلبة. في وقت مبكر من المباراة، ألقى «بانك ب ميستيريو» برأسه من الحلبة إلى كرسي الحلاقة في الصف الأول في الحلبة. عانى Punk من ألم في الرأس قبل الضربة، وبينما كان Mysterio على الأرض، تم إيقاف المباراة حتى يمكن تنظيف الدم. أثناء إصلاح جرح Punk ، قام بإسقاط Mysterio ، الذي كان على ساحة الحلبة، وبدأ في مهاجمته على الأرض لاستئناف المباراة. بعد أن أضاع Mysterio دفقة من الحبل العلوي، ذهب Punk لتثبيته، لكن Mysterio كان قادراً على أداء مهد صليب على Punk لتحقيق النصر. هاجم أعضاء جمعية Straight Edge الآخرين Mysterio بعد المباراة، لكن تم إنقاذه بواسطة Kane ، مما سمح لـ Mysterio بتقييد Punk إلى الحبال الحلقية وحلق رأسه.
تلا ذلك مباراة فريق العلامة لبطولة Unified Tag Team ، بين الأبطال The Hart Dynasty (تايسون كيد وديفيد هارت سميث)، الذين رافقهم مديرهم «ناتاليا»، وفريق «كريس جيريكو وميز». استحوذت أسرة «هارت» على الميزة المبكرة، لكن «أريحا» و «ميز» كانا قادرين على عزل كل من «سميث وكيد» في الحلبة في نقاط مختلفة من المباراة. تدخلت «ناتاليا» بتعثر «أريحا» بينما قام «ذا ميز» بتشتيت انتباه الحكم. استطاعت أسرة «هارت» الاستفادة من أداء هجوم «هارت» على «ذا ميز» لتحقيق النصر.
كانت المباراة الخامسة بين «إيدج وراندي أورتن».  سيطر «إيدج» مبكراً على المباراة من خلال قيادة «أورتن» إلى الحاجز خارج الحلبة. كان «أورتن» قادراً على التعافي، وأجرى حبلاً معلقاً على مادة DDT على حافة الحلبة. أثناء التحضير لحركته النهائية، بدا أن «أورتن» أصاب ذراعه وخرج خارج الحلبة في محاولة للتعافي. تبعه «إيدج»، محاولاً أداء الرمح، لكن «أورتن» كان قادراً على تجنبه، وضرب «إدج» الحاجز. لم يتمكن أي من الرجلين من العودة إلى الحلبة قبل العد العشرة، ونتيجة لذلك، انتهت المباراة بفوز مزدوج (تعادل).

### مباريات الحدث الرئيسي.
كانت أول مباراة في الحدث الرئيسي في الليلة بين بطل العالم للوزن الثقيل «جاك سواغر» ومنافسه «بيغ شو». سيطر «بيغ شو» على المباراة، مع حصول «سواغر» على القليل من الهجوم فقط . نتيجة لذلك، أصيب «سواغر» بالإحباط وضرب «بيغ شو» بحزام لقب بطولة العالم للوزن الثقيل ثم تم استبعاده. بعد المباراة، هاجم «بيغ شو - سواغر» بكرسي فولاذي، لكن «بيغ شو» كان قادراً على منعه من الاختناق. ثم أجرى «بيغ شو» لكمة بالضربة القاضية على «سواغر»، قبل مغادرة المنطقة.
شهدت المباراة قبل الأخيرة «ايف» من بطولة WWE Divas ضد «ماريز».  استفادت «ماريز» مبكراً، لكن عندما ألقت «إيف» خارج الحلبة وحاولت ركلها، ركلت العمود بدلاً من ذلك، مما سمح «لإيفا» بالسيطرة بسلسلة من الضربات. نفذت Eve  (قمراً واقفاً وقلب غروب الشمس لقرب السقوط). تصدت «ماريز» لمحاولة رشقه من قبل «إيف» وذهبت لإنهاء حركتها، (القبلة الفرنسية)؛  التي تصدت لها «إيف» للدبوس الذي احتفظ ببطولتها.
كان الحدث الرئيسي هو «جون سينا» مقابل «باتيستا» في بطولة WWE في مباراة "I Quit"، حيث كان الهدف من المباراة هو إجبار الخصم على قول "I Quit". عندما رن الجرس للإشارة إلى بدء المباراة، أعطى «باتيستا» الفرصة «لسينا» للانسحاب على الفور، لكن «سينا» رفض وضرب «باتيستا» بالميكروفون.  على الرغم من ذلك، كان «باتيستا» قادراً على تولي زمام الأمور، وأغلق التعليق على الاستسلام، لكن «سينا» رفض أن يقول «لقد استقلت». «سينا» في النهاية رد على التحرك في عقد الاستسلام الخاص به، STF ، وأغمى عليه باتيستا.  نظراً لأنه لم يقل عبارة «أنا تركت»، كان لا بد من إحيائه حتى تستمر المباراة. قاوم «باتيستا»، وكان قادراً على أن يسيطر على «سينا» من خلال طاولة الإعلان. عندما كان «سينا» ينزف، توقفت المباراة لفترة وجيزة حتى يتمكن جرحه من الشفاء. قاتل الاثنان في المباراة قبل أن ينتهي بهما الحال بالقرب من منحدر المدخل، مع ضرب «باتيستا - سينا» بكرسي فولاذي.  عند المدخل، ركب «باتيستا» سيارة، كانت قد وضعت على المسرح للزينة، وحاول دهس «سينا».  تجنب «سينا» ذلك، وتمكن من إخراج «باتيستا» من السيارة وضربه بها. أجرى «سينا» تعديل الموقف في «باتيستا» على السيارة، ولكن عندما رفض «باتيستا» الإستسلام، ذهب «سينا» للتحرك مرة أخرى. إستسلم «باتيستا»، مما جعل «سينا» الفائز، لكن «سينا» أجرى تعديل الموقف مرة أخرى على أي حال، ورمى «باتيستا» عبر المسرح إلى الأرض. بينما كان Cena يحتفل بالاحتفاظ بالبطولة، هاجمه Sheamus لإنهاء العرض.

## ما بعد الكارثة
فيما بعد ... وخلال الحدث، أصيب خمسة مصارعين بجروح طفيفة (مشروعة).  أصيب «راندي أورتن» بخلع كتفه بينما أصيب «تيد ديبياسي» بارتجاج في المخ، وعلى الرغم من ظهورهما في عرض Raw في الليلة التالية، إلا أنهما لم يتصارعان. احتاج CM Punk إلى 13 (قطبة) لإغلاق الجرح في جبهته التي أصيب بها خلال مباراته مع «مايستيريو». عانى «باتيستا» من إصابة في الظهر وعظم الصدر خلال مباراته مع «جون سينا»، الذي تعرض هو نفسه لتمزق وفقد أحد أسنانه.
في حلقة Raw التالية Over the Limit ، تم الإعلان عن «بريت هارت» كمدير عام جديد لـ Raw. خلال عرض «باتيستا» في بداية العرض، قاطعه «هارت» وأخبره أنه إذا أراد إعادة مباراة ضد «سينا»، فسيتعين عليه التأهل لمباراة رباعية قاتلة في الدفع مقابل كل عرض Fatal 4-Way في يونيو. رفض «باتيستا» الشرط، مشيراً إلى إصاباته، ونتيجة لذلك، منح «هارت» المباراة لمنافسه «أورتن». بعد قرار «هارت»، ترك «باتيستا» WWE. تم وضع هذه القصة في مكانها وانتهت حيث كان «باتيستا», يترك WWE بشكل شرعي لمتابعة التمثيل ومهنته في فنون القتال المختلطة.
بصرف النظر عن تأهل «أورتن» عن طريق التنازل، شهدت المباريات المؤهلة الأخرى لبطولة WWE المبارة الرباعية القاتلة هزيمة «شيموس» ل«مارك هنري» وهزيمة «إيدج - أريحا وسينا» في مباراة التهديد الثلاثي.
في 28 مايو من حلقة SmackDown ، أعلن المدير العام لـ SmackDown «تيدي لونج» أن مباراة رباعية قاتلة لبطولة العالم للوزن الثقيل ستقام في Fatal 4-Way pay-per-view. نظرًا لأن المدافع عن اللقب «جاك سواغر» كان تلقائياً جزءاً من المباراة، ونتيجة لفوزه بالإبطال، تلقى «بيغ شو» دخولاً تلقائياً. في وقت لاحق من العرض، تأهل كل من The Undertaker و CM Punk للمباراة أيضاً ، بفوزه على Rey Mysterio و Kane على التوالي. خلال مباراة التأهل ضد «كين»، ارتدى «بانك» قناعاً على الحلبة لإخفاء رأسه الحليق (اصلع) حديثاً. خلال مباراته مع «ميستيريو»، عانى (متعهّد دفن الموتى) من ارتجاج في المخ وكسر في عظم الحجاج وكسر في الأنف وفي الأسبوع التالي ، أُعتبر غير قادر على المشاركة في المباراة. استبدله WWE في المباراة من خلال ابتكار قصة وجد فيها «أندرتيكر» في «حالة غيبوبة» من قبل أخيه غير الشقيق «كين» على الشاشة في الحلقة التالية من مواجهة عنيفة. في نفس البث ، كانت معركة ملكية لتحديد من سيحل محل The Undertaker في Fatal 4-Way pay-per-view وفاز بها «ري ميستيريو».
في بداية حلقة 28 مايو من مواجهة عنيفة ، جعل «درو ماكنتاير - تيدي لونج» يقرأ رسالة من رئيس WWE «فينس ماكماهون»، والتي ذكرت أنه نتيجة لمهاجمة «ماكنتاير» في تجاوز الحد ، تم إيقاف «مات هاردي» بدون أجر حتى وقت لاحق《 تنويه》في نفس الحلقة ، واصل «ماكنتاير» في نفس الوقت عداءه مع «كوفي كينغستون» من خلال التعاون مع «جاك سواغر» في خسارة «كينغستون» والعرض الكبير.

## الإقبال
تلقى الحدث ملاحظات سلبية بشكل عام. كتب «مات بيشوب» لقسم المصارعة الكندي على الإنترنت ، سخر من العرض ، واصفاً إياه بأنه «واحد من أسوأ أحداث WWE للدفع مقابل المشاهدة منذ وقت طويل» ومنح العرض 5.5 من أصل عشرة.
تركزت معظم التعليقات السلبية حول مباراة بطولة العالم للوزن الثقيل التالية ، والتي انتهت بالإقصاء فوراً بعد عد مزدوج في مباراة "أورتن إيدج" السابقة بسبب الإصابة. منح «مات بيشوب» المباراة 2.5 من أصل عشرة وقال إن المباراة "أضرت بالعرض بشكل كبير وكبير". كما انتقد "كيفن إيك" من صحيفة (بالتيمور صن) حجز النهاية ، مشيراً إلى أن "سواغر" جاء وكأنه أي شيء سوى بطل موثوق به". كما إنتقد صحفي المصارعة "ديف ملتزر" مباراة بطولة العالم للوزن الثقيل ، مشيراً إلى أنها كانت "إهانة تقريباً باعتبارها حدثاً رئيسياً في PPV".  صرح "بيشوب" بعد ذلك أن العرض "أعاقه عدة توقفات بسبب الدم" ونهاية متوقعة للحدث الرئيسي بين (سينا وباتيستا).
على الرغم من المراجعات السلبية بشكل عام ، تمت الإشادة بمباراة Mysterio-Punk. ومنحها Bishop المباراة 8.5 من أصل عشرة ، وذكر أنها كانت واحدة من مباراتين ، جنباً إلى جنب مع مباراة بطولة Tag Team ، والتي لم تكن «مخيبة في كل جانب». وافق Eck ، واصفاً مباراة Punk-Mysterio بأنها «المباراة الأكثر إقناعاً على البطاقة» وذكر أن مباراة بطولة Tag Team كانت «ناجحة».
حضر 11000 شخص Over the Limit في Joe Louis Arena في ديترويت، مما أدى إلى فائدة تقارب 675000 دولار. في أغسطس 2010، ذكرت WWE أن الحدث قد تلقى 197000 عملية شراء بالدفع مقابل المشاهدة. احتوى قرص DVD الخاص بالحدث على إضافات بما في ذلك مباراة بين «بريت هارت» و The Miz لبطولة WWE بالولايات المتحدة والعديد من العروض الترويجية من الأسابيع التي سبقت الحدث.